# The Accountant 2
The Accountant 2 (titulada: El contador 2 en Hispanoamérica, El contable 2  en España) es una película de acción y suspenso estadounidense de 2025 dirigida por Gavin O'Connor y escrita por Bill Dubuque.  Es la secuela de The Accountant (2016). Ben Affleck, Jon Bernthal, Cynthia Addai-Robinson y J. K. Simmons repiten sus papeles de la película anterior, con Daniella Pineda y Allison Robertson (que reemplaza a Alison Wright) uniéndose al elenco.
La película se estrenó en el Festival South by Southwest el 8 de marzo de 2025 y se estrenó en cines el 25 de abril de 2025 en Estados Unidos por Amazon MGM Studios a través de Metro-Goldwyn-Mayer e internacionalmente por el distribuidor nacional de la película original, Warner Bros. Pictures.     La película ha recaudado más de 102,1 millones de dólares en todo el mundo y ha recibido críticas generalmente positivas, que la consideran una mejora respecto a su predecesora. Una tercera película está en desarrollo.

## Argumento
El exdirector de FinCEN, Raymond King (J. K. Simmons), se reúne con la misteriosa asesina Anaïs para pedirle ayuda para localizar a una familia salvadoreña, ofreciéndole únicamente una foto fechada de los padres y su hijo pequeño. Anaïs no le responde, pero advierte a King que lo han seguido. En el proceso de escape, King es asesinado en el tiroteo subsiguiente, mientras que Anaïs sale ilesa caminando del lugar. La protegida de King y actual directora de FinCEN, Marybeth Medina, identifica su cuerpo y ve la leyenda "Encuentren al contador" escrita en su brazo, por lo que decide hacerse cargo del caso.
Medina, a pesar de desconfiar de las actividades ilegales de Christian Wolff (Ben Affleck), le pide ayuda para encontrar a la familia de la foto. Wolff recopila información que demuestra que la familia huyó de El Salvador a Los Ángeles, encontrando diversos peligros en el camino. Cobb, el hombre encargado de matar a Anaïs y King, informa a su supervisor, Burke, quien le ordena que siga buscando a Anaïs para que no se dé cuenta de lo que Burke le hizo.
Christian invita a su hermano distanciado, Braxton (Jon Bernthal), todavía un asesino, a ayudar con el caso. Justine, que aún reside en el complejo de Nueva Hampshire donde conoció a Christian, trabaja con un grupo de niños autistas para piratear diferentes tecnologías y ayudar a Christian. Su grupo logra encontrar una foto de Anaïs, pero no logran identificarla. Incómoda y hastiada con sus métodos ilegales, Medina se separa del grupo. Visita un hospital mencionado en uno de los informes de King, donde descubre que Anaïs es en realidad la madre de la foto. Anaïs sufrió un accidente crítico y, tras perder la memoria, desarrolló intensas habilidades de combate antes de escapar. Batu, un contratista de sicarios, le propone un contrato a Medina, que Braxton 
mismo lo rechaza. Justine advierte a Wolff, quien llega después de que Anaïs hiere a Medina.
Braxton y Christian se dan cuenta de que Alberto, el hijo autista de Anaïs, aún con vida, está cautivo en un campo de prisioneros en Juárez, México junto con otros hijos de víctimas de trata, separados de sus familias. Asaltan el complejo y logran salvar a Alberto y al resto de los niños tras matar a Cobb y a los demás guardias. Justine chantajea a Batu para que cancele su contrato con Medina. Anaïs, tras recuperar algunos recuerdos, se da cuenta de que Burke es quien encarceló a su hijo y mató a su esposo en Juárez. Encuentra a Burke escondido y lo mata. Justine y los niños autistas se preparan para recibir a Alberto en sus instalaciones en Nueva Hampshire, y Braxton y Christian hablan de ir de campamento juntos.

## Reparto
- Ben Affleck como Christian Wolff / El Contador, un contador que lava dinero para algunos de los criminales más peligrosos del mundo.
- Jon Bernthal como Braxton, el hermano del Contador
- Cynthia Addai-Robinson como Marybeth Medina, una joven agente del Tesoro.
- Daniella Pineda como Anaïs
- Allison Robertson como Justine
- J. K. Simmons como Raymond King, el director de la FinCEN del Departamento del Tesoro.
- Robert Morgan como Burke
- Grant Harvey como Cobb
- Andrew Howard como Batu

## Producción
En junio de 2017, se anunció que se estaba desarrollando una secuela de The Accountant, con Ben Affleck repitiendo su papel y Bill Dubuque y Gavin O'Connor regresando para escribir y dirigir, respectivamente.  En febrero de 2020, Affleck confirmó que los desarrollos estaban en curso y que el estudio había considerado convertir retroactivamente un guion separado que estaban desarrollando en The Accountant 2 . El actor también expresó su interés en la posibilidad de una serie de televisión. En septiembre de 2021, Connor reveló que se estaba desarrollando una secuela, con la posibilidad de una tercera entrega. Se confirmó que Affleck y Jon Bernthal repetirán sus papeles como Christian Wolff y Brax. 
En febrero de 2024, Amazon MGM Studios adquirió los derechos de distribución de Warner Bros. Pictures, con un gasto calificado estimado de 10 millones de dólares e incentivos fiscales. Gracias a un acuerdo existente con el estudio, Warner Bros. sigue participando como distribuidor internacional de la película. En marzo de 2024, también se anunció el regreso de J. K. Simmons y Cynthia Addai-Robinson, con Daniella Pineda, Allison Robertson, Robert Morgan y Grant Harvey uniéndose al elenco.  La fotografía principal comenzó el 25 de marzo de 2024 en California, con Seamus McGarvey regresando como director de fotografía,     y finalizó el 16 de agosto.
Bryce Dessner ha compuesto la banda sonora de la película, en sustitución de Mark Isham, que compuso la banda sonora de la primera película.

## Estreno
La película se estrenó en South by Southwest el 8 de marzo de 2025 y se estrenó en cines en Estados Unidos por Amazon MGM Studios y a nivel internacional por Warner Bros. Pictures el 25 de abril de 2025. 

## Recepción
La película tiene una puntuación del 85% en el agregador de reseñas Rotten Tomatoes, basado en 33 reseñas, lo que suma una calificación general de 6,60/10. El consenso del sitio web dice: "Mejorando la original al apoyarse en la química cómica de Ben Affleck y Jon Bernthal, El Contador 2 puede clasificarse con seguridad como una buena película".  En Metacritic, la película tiene una puntuación media ponderada de 61/100, basada en 12 críticos, lo que indica reseñas "generalmente favorables". 

## Futuro
En septiembre de 2021, O'Connor reveló planes para expandir The Accountant en una trilogía de películas. Con la producción programada para completarse con la segunda entrega, el cineasta categorizó la tercera película como una película de amigos ; llamando al proyecto " Rain Man con esteroides". 